# Province de Kerman
Ne doit pas être confondu avec Province de Kermanshah.
La province de Kerman est une des 31 provinces d'Iran. Elle est située dans le sud-est du pays. La province de Kerman est la plus grande du pays avec une superficie de 181 714 km2. Sa capitale est Kerman. La population de la province est d'environ 2 millions d'habitants. Les villes principales de la province sont : Baft, Bardsir, Bam, Djiroft, Rafsanjan, Zarand, Sirdjan, Shahr-e-Babak, Kerman, Mahan et Kahnouj.
En 1996, 52,9 % de la population vivait en zone urbaine et 46 % en zones rurales. Les 1,1 % restant étaient comptés comme non résidents. La ville de Kerman (400 000 habitants) regroupe environ 80 % des urbains, étant la ville la plus grande et la plus développée de la province.

## Géographie

Comtés de Kerman

Les altitudes de la province sont dans la continuation des chaînes de montagne centrales de l'Iran. Elle s'étendent depuis les hauteurs volcanique d'Azerbaïdjan, sont liées au plateau central iranien, et se terminent au Balouchestan. Ces chaînes de montagne ont créé de vastes plaines dans la province de Kerman. Les monts  Bashagard et Koohbanan sont les plus hauts de la région et possèdent des sommets comme les Toghrol, Aljerd, Palvar, Sirach, Abareq et Tahrood. Les autres chaînes s'étendant de Yazd à Kerman et Challeh-ye-Jazmoorian, ont des sommets tels que Medvar, Shahr-e-Babak, Kooh Panj, Chehel Tan, Lalezar, Hezarbahr, Aseman et d'autres. Le sommet le plus haut est le mont Hezar, d'une altitude de 4 465 m.
| Yazd |           | Khorassan du Sud        |
| Fars | Kerman    |                         |
|      | Hormozgan | Sistan-et-Baloutchistan |

Le climat de la province varie selon les régions. Les régions du centre, du nord, et du nord-ouest ont un climat sec et modéré, alors que le sud et le sud-est sont relativement chauds et humides. La ville de Kerman et sa région ont un climat semi-modéré et sec, avec des températures moyennes maximales de 39,6 °C et minimales de −7 °C. La température moyenne des mois de mars à juin est de 20 à 25 °C. Ces mois sont les plus indiqués pour une visite dans cette région.

## Histoire et culture

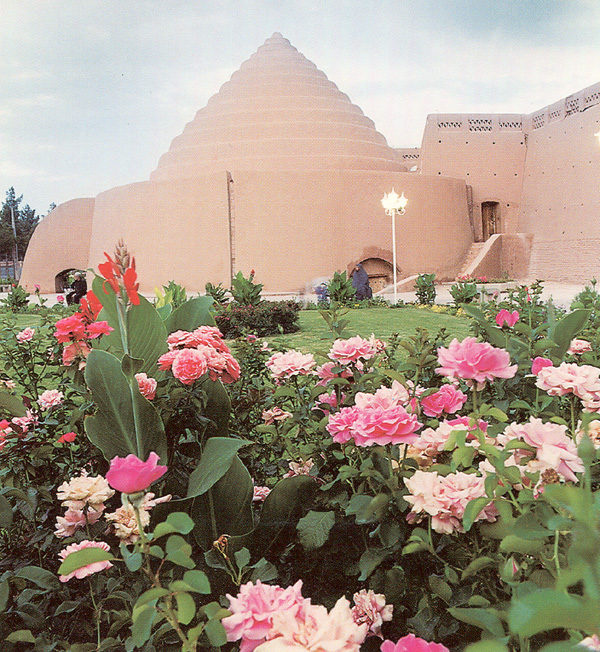
Une ancienne glacière, appelée Yakhtchal, construite à Kerman, Iran, pendant le Moyen Âge, afin de stocker de la glace pendant l'été.

Kerman est notable pour son abondance en fossiles de vertébrés de différentes ères géologiques.
Les fossiles ayant déjà été identifiés sont le Placodermi (un poisson à carapace daté de l'ère dévonienne (il y a 395 à 365 millions d'années).
Les dinosaures et leurs traces datent de l'ère Jurassique (il y a 195 à 65 millions d'années) et les fossiles de mammifères datent de la troisième ère géologiques (il y a 2 à 7 millions d'années).
L'histoire de l'installation de l'homme dans le territoire de la province date du 4e millénaire av. J.-C.
Cette région peut être considérée comme une des plus anciennes régions d'Iran, et avec le cours du temps, des ruines historiques de grande valeur ont pu être découvertes. Djiroft en est un exemple, où les traces d'une civilisation humaine datant d'environ 2 500 ans av. J.-C. ont été découverts par des archéologues : civilisation de Jiroft, Tepe Yahya, Konar Sandal, peut-être en lien avec la culture de Kulli (en) et celle de Marhashi.
Les documents historiques font référence à la région de Kerman en tant que « Karmania », « Kermania », « Germania » et « Žermanya », qui signifie bravoure et combat. Les géographes ont déterminé l'ancien nom de Kerman comme étant  « Go'asheer » (Bardesheer). 
La province de Kerman possède 283 sites d'importance historique et culturelle enregistrés par l'Organisation de l'Héritage culturel de l'Iran.

## Kerman aujourd'hui

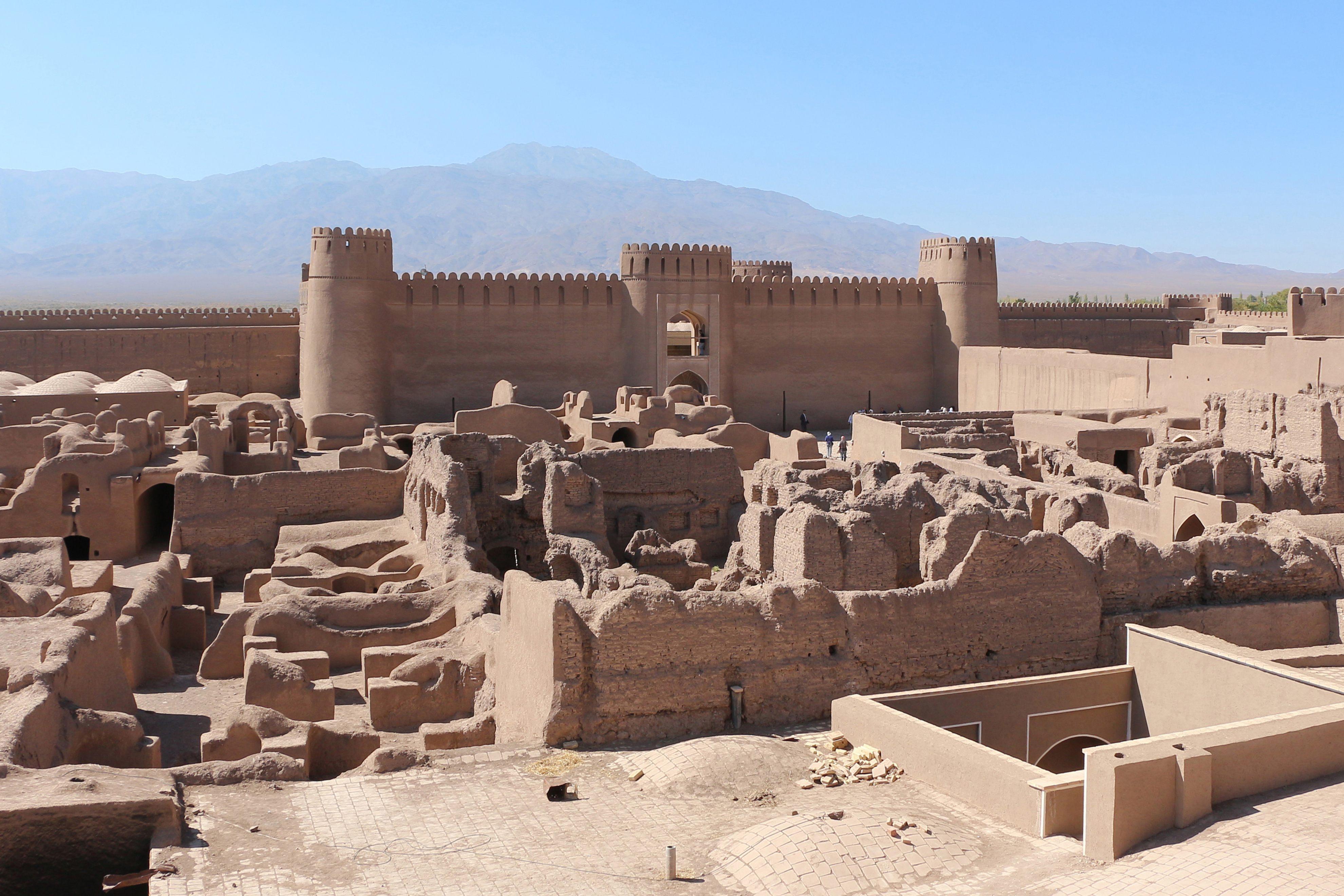
Citadelle de Rayen

La province est sujette à des catastrophes naturelles. Une récente inondation a, par exemple, révélé la cité antique de Djiroft, située au sud de la province. D'un autre côté, Arg-é Bam, la plus grande structure au monde en terre séchée au soleil, a été détruite dans un tremblement de terre en décembre 2003. 
En 2003, un puissant séisme ravage l’ancienne ville de Bam et provoque la mort d'au moins 31.000 personnes.
Le 22 février 2005, un tremblement de terre a tué des centaines de personnes dans la ville de Zarand et plusieurs villages attenants au nord de Kerman.
Du point de vue des attractions naturelles, la région a des sites tels que des sources thermales, des espaces verts, des sommets montagneux, des lacs, des bassins, des espaces naturels protégés et les caractéristiques du désert pouvant tous intéresser les gens en quête d'aventure. Où peut-on trouver d'autre des citadelles abandonnées telles que Arg-é Bam ou la citadelle de Rayen préservées deux mille ans dans un désert ?
Kerman est la région d'Iran dans laquelle une grande partie de l'industrie automobile est située. Sirdjan, une zone économique conçue exprès à cet effet, est considéré comme un lieu de passage des biens transférés ou importés depuis le sud (par le golfe Persique). Arg e Jadid, est une zone économique spéciale d'Iran, située dans la province de Kerman.

### Universités
La province de Kerman possède les universités suivantes :
1. Université des sciences médicales de Kerman
2. Université Vali Asr de Rafsanjan
3. Université Shahid Bahonar
4. Université des sciences médicales de Rafsanjan
5. Université Islamique libre de Baft
6. Université Islamique libre de Zarand
7. Université Islamique libre de Kerman
8. Université Islamique libre de Jiroft
9. Université Islamique libre de Bam
10. Université Islamique libre de Bardseer
11. Centre d'éducation supérieure Khaje-Nasir de Kerman